# Khadija Ryadi
Khadija Ryadi (Taroudant, 1960) es una militante de izquierdas marroquí. Desde 1983, trabaja sobre asuntos relacionados con los derechos humanos, y más concretamente con la igualdad de género, la libertad de expresión y la justicia. Asimismo, es coordinadora de una red compuesta por 22 ONG en Marruecos. Entre abril del 2007 y mayo del 2013, fue la primera mujer en presidor la Asociación Marroquí de Derechos Humanos. El 10 de diciembre de 2013, pasó a ser la primera mujer del mundo árabe en recibir el Premio de Derechos Humanos de las Naciones Unidas.

## Biografía
Khadija Ryadi se crió en el seno de una familia amazigh en la pequeña localidad de Irherm en la provincia de Taroudant. En 1978, obtuvo el diploma de bachillerato en el instituto Omar Al Khayam. En 1983, continuó sus estudios en el Instituto Nacional de Estadística y de Economía Aplicada (INSEA) y trabajó como ingeniera en la Dirección General de Impuestos del Ministerio de Finanzas. En cuanto a su vida familiar, está casada y tiene dos hijos.

## Activismo político y lucha por los derechos humanos
Se sumó a la acción sindical al afiliarse a la Unión Marroquí del Trabajo (UMT). Del mismo modo, milita en Vía Democrática, partido de izquierdas marroquí. En abril de 2007, se convirtió en la primera mujer en liderar la Asociación Marroquí de Derechos Humanos y en la segunda mujer, después de Amina Bouayach, en ocupar un puesto de presidenta en una asamblea u organización de derechos humanos en Marruecos.
Durante su mandato, la asociación se convirtió en una plataforma contra las violaciones de los derechos humanos, liderando la defensa de los presos de conciencia e inaugurando una sede en Rabat, encargada de acoger todo tipo de acciones en defensa de los derechos de los detenidos. Riyadi apoyó asimismo las reclamaciones del movimiento juvenil que surge Marruecos en 2011, el Movimiento del 20 de febrero, en el marco de la Primavera Árabe. Mientras ostentaba el cargo de presidenta de la Asociación Marroquí de Derechos Humanos, sufrió abusos policiales debido a las manifestaciones y protestas que organizó. También fue víctima de campañas de difamación y desprestigio organizadas por plataformas y páginas web cercanas al poder.

## Reivindicación por  la libertad sexual
El 16 de junio de 2012, se celebró un seminario organizado por la Asociación Marroquí de Derechos Humanos para conmemorar los 33 años de su creación. El debate giró en torno al tema de “Las libertades y de la función del movimiento de derechos humanos en Marruecos”. En su discurso, Khadija Ryadi exigió que se garanticen y respeten todos los derechos individuales, incluyendo la libertad sexual, la libertad de conciencia y la libertad de disponer de su propio cuerpo. Por eso, pidió la abolición del artículo 490 del Código Penal marroquí que condena las relaciones sexuales consensuales entre hombres y mujeres mayores de edad fuera del matrimonio, insistiendo en que ello debería incluirse en la libertad de disponer del propio cuerpo, lo cual es un derecho humano que compete a cada individuo. 
La respuesta de la corriente islámica llegó de la mano de Abu Zaid Al Muqri Al Idrisi, quien declaró: “Esta reclamación no es originaria ni está extraída de la realidad marroquí, sino que es una copia literal y deformada de la mentalidad y de los valores occidentales. Además, cabe preguntar si acaso estos cambios han llevado realmente a una mejora de las relaciones sociales, familiares y psicológicas en los países occidentales”.

## Premios
Khadija Ryadi es la primera mujer árabe en ser galardonada con el  Premio de Derechos Humanos de las Naciones Unidas. Lo recibió el 10 de diciembre del 2013 en calidad de presidenta de la Asociación Marroquí de Derechos Humanos. Algunas personalidades destacadas de diversos ámbitos que recibieron este galardón previamente son Nelson Mandela, Eleanor Roosevelt y Martin Luther King. La propia Khadija Ryadi declaró que dicha condecoración "hizo que sintiera una responsabilidad todavía mayor”.

## Fin de mandato en la Asociación Marroquí de Derechos Humanos
El 11 de mayo de 2013, su compañero del partido Vía Democrática, Ahmed Al Haiy, la sucedió en la presidencia de la Asociación Marroquí de Derechos Humanos. Por su parte, Khadija Ryadi dirigió la comisión encargada de la defensa del periodista Ali Anouzla cuando lo arrestaron, en septiembre de 2013. 